# Phytosciara bella
Phytosciara bella är en tvåvingeart som beskrevs av Werner Mohrig 1999. Phytosciara bella ingår i släktet Phytosciara och familjen sorgmyggor. Inga underarter finns listade i Catalogue of Life.